# Poitou-Charentes
Poitou-Charentes  var en fransk region indtil 1. januar 2016, hvor den blev slået sammen med Aquitaine og Limousin, for at danne den nye region Nouvelle-Aquitaine.
- Wikimedia Commons har flere filer relateret til Poitou-Charentes

46°05′00″N 0°10′00″Ø / 46.083333333333°N 0.16666666666667°Ø